# Kleberit
Kleberit ist ein sehr selten vorkommendes Mineral aus der Mineralklasse der „Oxide und Hydroxide“. Es kristallisiert im monoklinen Kristallsystem mit der chemischen Zusammensetzung FeTi6O11(OH)5, ist also chemisch gesehen ein Eisen-Titan-Oxid-Hydroxid. Seine Typlokalität sind tertiäre Alluvialsande bei Königshain-Wiederau (Koordinaten von Königshain/Sachsen) unweit Mittweida in Sachsen, Cotyp-Lokalitäten sind das Murray-Becken, Südost-Australien, und Borneo (Kalimantan), Indonesien.
Kleberit wurde bisher nur in Form loser, einkristalliner Körner gefunden, deren Größe zwischen 0,040 mm und 0,5 mm schwankt. Zudem bildet er rhomboedrische Kristalle, die Pseudomorphosen nach Ilmenit darstellen.

## Etymologie und Geschichte
„Der Kleberit hat eine sehr lange und wechselvolle Geschichte hinter sich. Er wurde zunächst sehr unvollständig und ohne Anerkennung seitens der IMA beschrieben, dann offiziell diskreditiert, als Varietät von Pseudorutil betrachtet und schließlich über 30 Jahre, nachdem er das erste Mal in der offiziellen Literatur auftauchte, bei der IMA eingereicht und anerkannt. Diese Geschichte spiegelt die Geheimhaltungspolitik in der DDR in Rohstofffragen, aber auch Fehlinterpretationen und das Übersehen offenkundiger Widersprüche wieder. Die erfolgreiche Charakterisierung des Kleberits ist auch auf die Fortschritte in der Analysentechnik in den letzten Jahrzehnten zurückzuführen.“

Als Entdecker des Kleberits gilt der Mineraloge Klaus Steinike am Zentralen Geologischen Institut (ZGI) Berlin, der das Mineral 1963 im Rahmen der Uranerkundung aufgrund seiner auffälligen optischen Eigenschaften aus Schwermineralfraktionen tertiärer Sande im Nordosten Deutschlands auf dem ehemaligen Staatsgebiet der DDR beschrieb. Die Benennung als „Kleberit“ erfolgte in den 1970er Jahren zu Ehren von Professor Dr. habil. Wilhelm „Will“ Kleber (1906–1970), allerdings nur intern und ohne Anerkennung durch die International Mineralogical Association (IMA). Eine Veröffentlichung erfolgte aus Geheimhaltungsgründen bis 1978 nicht. Kleber war Professor an der Humboldt-Universität zu Berlin und Direktor des Mineralogisch-Petrographischen Institutes sowie des Museums für Naturkunde der Humboldt-Universität zu Berlin.
Über ein Jahrzehnt war der „Kleberit“ Bestandteil der Erkundung auf Uranvorkommen und unterlag damit den strengen Geheimhaltungsbestimmungen in der DDR. Unter Umgehung der restriktiven Sicherheitsbestimmungen des ZGI wurde die Entdeckung des „Kleberits“ 1978 unter Federführung der Humboldt-Universität zu Berlin mit ergänzenden Daten veröffentlicht. Die Beschreibung wurde jedoch bereits 1979 als unbefriedigend verworfen. Der Name „Kleberit“ wurde nicht gebilligt. Wie erst 2011 erkannt, wurde die Strukturanalyse an einem „Nicht-Kleberit“ durchgeführt.
Auf der Grundlage ähnlicher (nicht identischer) Strukturdaten des deutschen „Kleberits“ von 1978 mit einem von Ian E. Grey, John A. Watts und Peter Bayliss exakt untersuchten und beschriebenen australischen Mineral aus dem Murray-Darling-Becken in New South Wales (Australien) wurde 1994 der Name „Hydroxyl-Pseudorutil“ offiziell. Ein Versuch der Nomenklaturkommission der IMA zur Klärung von Identität oder Nicht-Identität der beiden Minerale blieb wegen der etwa gleichzeitigen politischen Veränderungen in Deutschland in dieser Zeit erfolglos.
Aufgrund des Fortschritts in der Strukturtheorie und in der Analysentechnik konnte der Kleberit von Ian Grey, Klaus Steinike und Colin M. MacRae mit Bezug auf seine Genese neu definiert werden. Anfang 2012 wurden die Mineraldaten und der gewählte Name bei der IMA/CNMNC unter der Register-Nr. 2012-023 zur Prüfung eingereicht. Im Juni desselben Jahres erfolgte schließlich die Anerkennung als eigenständiges Mineral und Anfang 2013 dann die Beschreibung als „Kleberit“. Mit Rücksicht auf die deutsche Geschichte des Kleberits wurde so der Hydroxyl-Pseudorutil aus dem Murray-Darling-Becken und der von Borneo (Kalimantan) zum Kleberit.
Typmaterial des Kleberits wurde im Museum für Naturkunde (Berlin) (Typstufe, Fundort Königshain-Wiederau bei Mittweida, Sachsen/Deutschland, Sammlungs-Nr. 1980-0283) sowie im Museum Victoria in Melbourne (Australien) (Cotypstufen, Fundorte Murray-Darling-Becken und Borneo, Sammlungs-Nr. M52010 und M52011) hinterlegt.

## Klassifikation
Da der Kleberit erst 2013 als eigenständiges Mineral anerkannt wurde, ist er in der letztmals 1977 aktualisierten 8. Auflage der Mineralsystematik nach Strunz nicht aufgeführt. Einzig im zuletzt 2018 aktualisierten „Lapis-Mineralienverzeichnis“, das sich aus Rücksicht auf private Sammler und institutionelle Sammlungen noch nach der klassischen Systematik von Karl Hugo Strunz richtet, erhielt das Mineral die System-Nr. IV/C.24-35. In der „Lapis-Systematik“ entspricht dies der Klasse der „Oxide und Hydroxide“ und dort der Abteilung „Oxide mit [dem Stoffmengen]Verhältnis Metall : Sauerstoff = 2 : 3 (M2O3 & Verwandte)“, wo Kleberit zusammen mit Armalcolit, Pseudobrookit, Pseudorutil und dem bisher nicht anerkannten Tietaiyangit eine eigenständige, aber unbenannte Gruppe bildet.
Die seit 2001 gültige und von der International Mineralogical Association (IMA) bis 2009 aktualisierte 9. Auflage der Strunz’schen Mineralsystematik ordnet den Kleberit in die erweiterte Abteilung der Oxide mit dem Stoffmengenverhältnis „Metall : Sauerstoff = 2 : 3, 3 : 5 und vergleichbare“ ein. Diese ist weiter unterteilt nach der relativen Größe der beteiligten Kationen, so dass das Mineral entsprechend seiner Zusammensetzung in der Unterabteilung „Mit mittelgroßen Kationen“ zu finden ist, wo es als einziges Mitglied die unbenannte Gruppe 4.CB. bildet.
Auch die vorwiegend im englischen Sprachraum gebräuchliche Systematik der Minerale nach Dana ordnet den Kleberit in die Klasse der „Oxide und Hydroxide“ und dort in die Abteilung der „Mehrfachen Oxide“ ein. Hier ist er als einziges Mitglied in der unbenannten Gruppe 07.11.10 innerhalb der Unterabteilung „Mehrfache Oxide als Titanoxide mit [4] und [6]-Ersetzungen“ zu finden.

## Chemismus
Analysen an 15 Kleberit-Körnern aus Königshain ergaben Gehalte an TiO2, Fe2O3, Al2O3, SiO2, P2O5, V2O5, MnO, MgO und H2O. Die Komponenten der Titanat-Matrix wurden von den in den Nanoporen vorhandenen Fremdkomponenten (SiO2, Al2O3, P2O5, H2O) separiert. Die Nebenelemente Magnesium, Mangan und Vanadium stammen aus dem Ausgangsmaterial Ilmenit und werden in der Matrixstruktur zurückgehalten. Spuren von Mangan und Vanadium werden jedoch anstelle von Magnesium und Eisen eingebaut. Die Titanatmatrix wird auf 6 Ti und 16 (O + OH) Anionen pro Formeleinheit normiert, um konsistent zu den Resultaten der Kristallstrukturanalyse zu sein, mit einem zur Aufrechterhaltung der Ladungsbilanz festen O:OH-Verhältnis.
Für den Kleberit ergibt sich damit die gemessene Zusammensetzung Fe3+1,01Mg0,06Ti6O11,2(OH)4,8[Al0,59Si0,31P0,04O1,60·1,8H2O], wobei die Verunreinigungen aus den Nanoporen in eckige Klammern gesetzt worden sind. Diese Zusammensetzung kann vereinfacht als Fe3+Ti4+6O11(OH)5 geschrieben werden und erfordert 79,33 % TiO2, 13,22 % Fe2O3 und 7,45 % H2O.
Kleberite aus Königshain, aus dem australischen Murray-Becken und von Borneo (Kalimantan) besitzen ähnliche chemische Zusammensetzungen, mit Ausnahme eines ungewöhnlich hohen Aluminium-Gehaltes in den Proben von Kalimantan, der auf Diaspor-Kristalle im Nanometermaßstab zurückgeführt werden kann. Das Atomverhältnis [Ti]/[Fe + Ti] variiert beim Kleberit zwischen 0,8 und 0,9.

## Kristallstruktur
Kleberit kristallisiert im monoklinen Kristallsystem in der Raumgruppe P21/c (Raumgruppen-Nr. 14) mit den Gitterparametern a = 7,537 Å; b = 4,5795 Å; c = 9,885 Å und β = 131,02°.
Kleberit, [Ti4+3□][Ti4+3Fe3+]O11(OH)5, ist isotyp (isostrukturell) zu Tivanit, [Ti4+4][V3+4]O12(OH)4, d. h., dass er mit der gleichen Kristallstruktur wie Tivanit kristallisiert. Beim Kleberit dominiert auf der M(2)-Metallatom-Position Ti4+ im Gegensatz zum Tivanit mit V3+. Beim verwandten Pseudorutil, [Ti4+4][(Fe3+,Ti4+)4](O,OH)16, mit Fe3+ > Ti4+, dominiert auf dieser Position Fe3+. Damit unterscheiden sich die drei isostrukturellen Minerale hauptsächlich durch die Dominanz von Ti4+, V3+ oder Fe3+ auf der M(2)-Position.
Die Kristallstruktur des Kleberits kann als Verwachsung von zwei Strukturelementen im Größenbereich der Elementarzelle beschrieben werden. Bei dem einen Element handelt es sich um den Goethit-Typ M(2)O(OH) (mit M(2) = Ti), bei dem anderen Element um den Rutil-Typ M(1)O2. Die Verwachsungsebene ist parallel (100). Auf den (010)-Ebenen sind die Oktaeder über gemeinsame Kanten verknüpft und bilden auf diese Weise gestufte Ketten nach [101]. Die Ketten sind über gemeinsame Ecken entlang [010] verbunden.

## Eigenschaften

### Morphologie
Kleberit tritt in Form von verrundeten xenomorphen Körnen sowie auch idiomorphen Kristallen auf, deren Größe meist zwischen 0,040 mm und 0,3 mm schwankt. Selten werden auch Größen von 0,5 mm erreicht. Idiomorphe Kristalle mit einem Rhomboeder als tragender Form, kombiniert mit dem Basispinakoid, stellen Pseudomorphosen nach dem trigonalen Ilmenit dar.

### Physikalische und chemische Eigenschaften
Die Körner des Kleberits sind rotbraun, während die Färbung des Kleberits aus dem Murray-Becken und aus Borneo (Kalimantan) zwischen rotbraun und orange variiert. Hierbei nimmt die Farbintensität mit sinkendem Eisengehalt ab. Die Strichfarbe des Kleberits ist beige. Die Oberflächen der durchscheinenden Körner weisen Wachs- bis Glasglanz auf, während sich auf frischen Bruchflächen hingegen ein halbmetallischer Diamantglanz zeigt, was auch mit den sehr hohen, zirkonähnlichen Werten für die Licht- und Doppelbrechung des Kleberits übereinstimmt.
Im Durchlicht ist Kleberit durchscheinend, leicht wolkig und zeigt Farben von gelb über rotbraun bis zu tiefrot. Dünne Splitter sind durchsichtig und rot- bis gelbbraun. Charakteristisch ist ein sehr feiner, achatartig rhythmischer Hell-Dunkel-Zonarbau, der auf geringe Variationen im Eisengehalt (1 bis 2 Gew.-%) zurückzuführen ist.
Im Auflicht erscheint das Mineral dagegen isotrop und dunkelblaugrau (ähnlich Perowskit). Das Reflexionsvermögen ist sehr schwach, selten zeigen sich braune Innenreflexe.
Das Mineral besitzt eine gute Spaltbarkeit parallel und senkrecht zur c-Achse [0001] der ehemaligen Ilmenit-Körner, bricht aber aufgrund seiner Sprödigkeit ähnlich wie Amblygonit oder Prehnit, wobei die Bruchflächen uneben ausgebildet sind. Mit einer Mohshärte von 4 bis 4,5 gehört Kleberit zu den mittelharten Mineralen, die sich wie das Referenzmineral Fluorit mit dem Taschenmesser leicht ritzen lassen. Die gemessene Dichte des Minerals beträgt 3,28 g/cm³, seine berechnete Dichte liegt bei 3,91 g/cm³. Der Unterschied zwischen gemessener und berechneter Dichte ist auf die innere Porosität der Körner mit mittleren Porengrößen von 18 nm zurückzuführen. Aufgrund der geringen Größe werden diese Poren bei der Dichtebestimmung im Pyknometer nicht von der Flüssigkeit erreicht. Sie können außerdem extrem feinkörnige Fremdminerale wie Kaolinit, Quarz oder Diaspor sowie Reste von Ilmenit enthalten, was die oben erwähnten Differenzen zwischen gemessener und berechneter Dichte erklärt.
Kleberit in Form des Hydroxyl-Pseudorutils aus dem Murray Basin ist leicht ferromagnetisch.

## Bildung und Fundorte
Kleberit bildet sich sekundär als Umwandlungsprodukt magnesiumreicher Ilmenite und findet sich als akzessorischer Bestandteil in der Schwermineralfraktion von tertiären Sanden und Kiesen. Typische Begleitminerale im Schwermineralkonzentrat sind dabei Ilmenit, Pseudorutil, Leukoxen, Vertreter der Turmalingruppe und Vertreter der Spinellgruppe. Als Einschlüsse im Kleberit wurden Kaolinit, Quarz und Diaspor festgestellt. Kleberit aus Königshain und den anderen deutschen Vorkommen ist eindeutig aus dem ihn stets begleitenden Ilmenit entstanden, sehr wahrscheinlich im Zuge innervulkanischer Gas-/Flüssigkeits-/Festkörperreaktionsprozesse des basischen Tertiärvulkanismus entlang des Erzgebirgsabbruches.
Als seltene Mineralbildung konnte Kleberit nur an wenigen Fundorten nachgewiesen werden, wobei bisher rund 50 Fundorte (Stand: 2016) als bekannt gelten. Typlokalitäten sind Königshain bei Mittweida in Sachsen, Ilmenitsande im Murray-Darling-Becken in New South Wales, Australien, sowie der indonesische Teil der Insel Borneo (Kalimantan).
Kleberit ist aus mindestens 40 weiteren Fundorten in oligozänen und miozänen klastischen Sedimenten in einem mindestens 20.000 km² großen, von den Ortschaften Zwickau, Tharandt, Rietschen, Cottbus, Berlin, Bitterfeld und Zwickau begrenzten Gebiet in den Bundesländern Brandenburg, Sachsen und Sachsen-Anhalt bekannt (Kenntnisstand bis 1989), wo er ebenfalls einen untergeordneten Bestandteil der Schwermineralfraktion bildet. Grobe Abschätzungen ergaben das Vorhandensein von mehreren tausend Tonnen Kleberit. Nur an wenigen Fundpunkten ist er in der Schwermineralfraktion angereichert, so in den in der Kiesgrube Roda (Koordinaten von Roda/Frohburg) unweit Frohburg im Landkreis Leipzig in Sachsen aufgeschlossenen Thierbacher Schichten in der Kornfraktion 63–315 μm.
Fundorte in der Schweiz und Österreich sind nicht bekannt.

## Verwendung
Die Strandseifen im australischen Murray-Darling-Becken, eine globale Ressource für Rutil, Zirkon und Ilmenit, enthalten bis zu 10 % Kleberit („Hydroxylian Pseudorutile“) und stellen deshalb eine wichtige Rohstoffquelle für Titan dar. In Nordost-Deutschland hat sich Kleberit stratigraphisch als „Leitmineral“ erwiesen, mit spärlicher Verbreitung im Oligozän und wesentlich größerer Verbreitung im Miozän – hier mit relativ hohen Gehalte in den Thierbacher Schichten.